# Ecnomus truncatus
Ecnomus truncatus is een schietmot uit de familie Ecnomidae. De soort komt voor in het Oriëntaals gebied.